# Ponte dos Mártires
A Ponte dos Mártires (em francês:  Pont des martyrs) é uma das três pontes rodoviárias existentes sobre o rio Níger em Bamaco, a capital do Mali. Liga as partes mais antigas da cidade aos grandes subúrbios na margem esquerda do rio. É uma das principais pontes do país, e também é conhecida como "ponte velha", tendo sido inaugurada em 1957, quando o Mali era uma colónia francesa. Na altura recebeu o nome de ponte de Badalabougou, tendo mudado para o nome devido aos acontecimentos de 26 de março de 1991, durante o regime de Moussa Traoré.
A ponte dos Mártires, construída em betão, liga duas das principais avenidas de Bamaco: a norte do rio, a avenida Modibo Keita, uma grande avenida que inclui a praça Lamumba e que vai até ao palácio presidencial, e a sul do rio a avenida da OUA, que é a principal via que liga o centro ao Aeroporto Internacional Modibo Keita.
Tecnicamente, a estrutura é suportada por 30 vãos independentes, com um alcance de 28,5 metros cada um. A sua plataforma tem 11 metros de largura, incluindo uma calçada com duas vias sob lajes de betão armado de 1,60 metros de largura, uma ciclovia a montante de 1,70 metros, uma calçada de 6 metros com duas faixas de tráfego e finalmente uma ciclovia a jusante de 1,70 metros.
Em 1992 foi inaugurada uma segunda ponte, a ponte Rei Fahd, a 500 metros a montante. As duas pontes ligam o distrito do centro "Commune III" à zona de Badalabougou. Uma terceira ponte foi inaugurada em 22 de setembro de 2011, nas comemorações do 51.º aniversário da independência, a ponte da Amizade Sino-Maliana, financiada pela República Popular da China e localizada perto de Sotuba, com o objetivo de aliviar o congestionamento do tráfego na cidade.
Antes da década de 1950, a única maneira de atravessar o rio Níger para Bamaco era usar a chaussée De Sotuba, uma passagem de pedra talhada em águas rasas no local de rápidos naturais, a 8 km a jusante da cidade. A barragem de Aigrettes, a 200 km a montante, é uma estação hidroelétrica e o primeiro ponto de travessia seguinte do rio a oeste. Da mesma forma, a primeira travessia seguinte do rio, em qualquer estação do ano e a leste, é a barragem de Markala, a mais de 200 km a nordeste, depois de Ségou, que até recentemente dependia do transporte de balsas para cruzar um braço do Níger. A próxima ponte rodoviária sobre o Níger, a jusante de Markala, fica em Gao, ainda no Mali.